# Alsleben

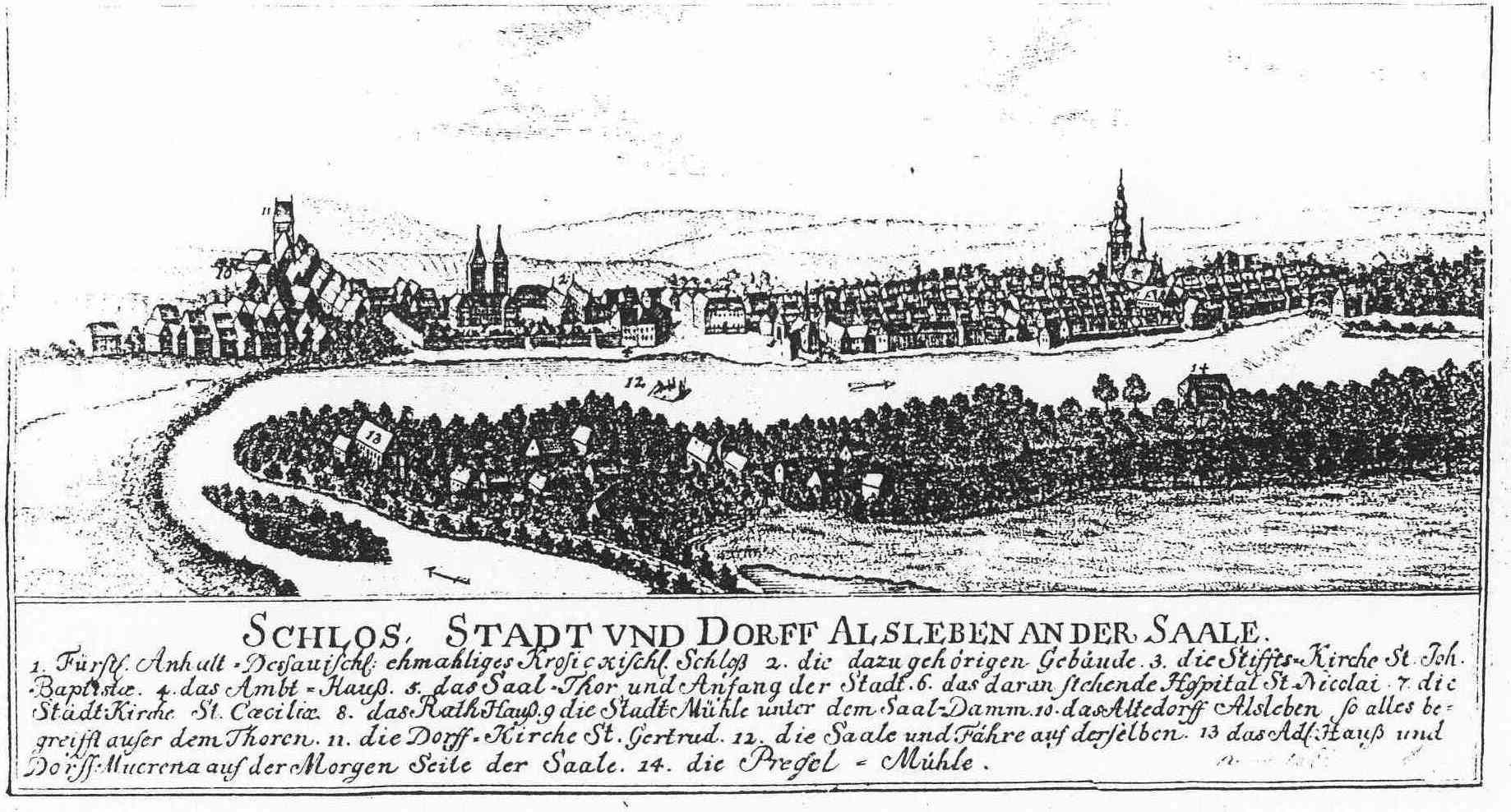
Grabado de la localidad de Alsleben en 1750.

Alsleben es una localidad alemana del estado federado de Sajonia-Anhalt. 
Esta localidad se encuentra en la ribera oeste del curso inferior del río Saale, a 30 km de su desembocadura en el Elba. Asimismo, se localiza entre dos regiones geográficas disimíles; la cordillera de Harz y la llanura de Magdeburgo.